# أنطونيو حزقيال ماركوس عيسى
أنطونيو حزقيال ماركوس عيسى (بالإسبانية: Antonio Juan Marcos Issa)‏ هو اقتصادي مكسيكي، ولد في 26 أكتوبر 1946 في توريون في المكسيك.